# نسيمة صايفي
نسيمة صايفي ( /nɑːˈsɪmɑː/ /saɪfiː/) (من مواليد 29 أكتوبر 1988) هي رياضية في الدورة البارالمبية من الجزائر تتنافس أساسا في فئة الفعاليات F58 رمي. متخصصة في كل من رمي القرص ودفع الجلة، صايفي فازت مرتين بالميدالية الذهبية في الدورة البارالمبية وفازت ثلاث مرات بطل العالم.

## السيرة الشخصية
ولدت صايفي في ميلة، الجزائر في عام 1988.
بترت ساقها اليسرى بعد أن صدمتها سيارة في عام 1998.
وتحقق والدها، انها في حاجة لشيء تقوم به في وقت فراغها، وشجعها على ممارسة ألعاب القوى. انضمت إلى نادي رياضة المعاقين ميلة حيث كانت قادرة على التدريب.

## روابط خارجية
- نسيمة صايفي على موقع Paralympic.org (الإنجليزية)
- نسيمة صايفي على موقع IPC.InfostradaSports.com (مؤرشف) (الإنجليزية)